# Aeródromo Capitán Eduardo Toledo
El Aeródromo Capitán Eduardo Toledo (Código DGAC: CET) es un aeropuerto privado ubicado en la isla de Cozumel, a 12 km del Aeropuerto Internacional de Cozumel. El aeródromo ha sido sede durante muchos años consecutivos del Aeroshow Cozumel, donde participan algunos de los mejores pilotos acrobáticos. El aeródromo cuenta con una pista asfaltada de 1200 metros de largo y 30 metros de ancho, 2 calles de rodaje, un hangar y una plataforma de aviación general de 3150 metros cuadrados. El aeródromo fue construido en 2008 e inaugurado en marzo de 2010.

## Accidentes e Incidentes
- El 15 de enero de 2013 se estrelló la aeronave Bellanca 8KCAB Super Decathlon con matrícula YS175P en las cercanías del Aeródromo Capitán Eduardo Toledo, matando al piloto acrobático Fred Cabanas y al reportero de deportes Jorge Alejandro López Vives, quienes se encontraban haciendo tomas para el video promocional del Aeroshow Cozumel 2013.[3][4][5]

- El 24 de febrero de 2013 se despistó al aterrizar la aeronave Piper PA-28 Cherokee con matrícula N44418 procedente del estado de Yucatán. La aeronave no logró frenar y terminó sobre la maleza. Las 4 personas a bordo resultaron con heridas leves.[4][6]

- El 17 de abril de 2016 se estrelló la aeronave Extra 300L con matrícula N13DK durante el Aeroshow Cozumel 2016, matando al piloto guatemalteco Juan Miguel García Salas. El accidente sucedió cuando el piloto hacía una acrobacia en la que perdió el control y se precipitó a tierra, el evento Aeroshow Cozumel 2016 fue suspendido tral el accidente.[7][8]

- El 14 de abril de 2017 se estrelló en un prado cerca del autódromo de Cancún la aeronave Champion 8 Decathlon con matrícula N65SE-BL8 piloteada por el capitán Eduardo Toledo Parra, quien falleció en el accidente durante los ensayos previos al aero show Cancún (El show aéreo no se realizó en Cozumel por diferencias entre el organizador y las autoridades municipales).[9][10][11]